# Hiram Gregory Berry
Hiram Gregory Berry (né le 27 août 1824 à Thomaston, État de Maine, et décédé le 3 mai 1863 à Chancellorsville, État de Virginie) est un major général de l'Union. Il est enterré à Rockland, État du Maine.

## Avant la guerre
Hiram Gregory Berry est le quatrième fils le Jeremiah et Frances Gregory Berry. Il naît dans la ferme familiale dans la ville de Thomaston qui devient Rockland dans l'État du Maine. L'un de ses camarades le qualifie de « leader né et de diplomate naturel ».
Alors qu'il souhaite intégrer l'Académie militaire de West Point, sa mère s'y oppose. Néanmoins, à l'automne 1841, il est soldat dans une compagnie d'artillerie commandée par Francis Cobb.
Après sa scolarité, il devient charpentier, profession qu'il exerce quelques années. Il s'installe à son compte en 1845. Il se marie, la même année, avec Almira M. Brown. De cette union naît une fille, Lucy F. Berry.
En 1852, il se présente aux élections locales de la ville de East Thomaston. Opposé à Elkanah S. Smith et Jonathan Spear, il est élu avec 590 voix contre respectivement 319 voix et 117 voix. Deux ans après la création de la nouvelle ville de Rockland, à partir de la ville de Thomaston, il se présente à l'élection municipale pour devenir maire sous la bannière démocrate et est élu.
Le 19 mars 1853, il est nommé inspecteur de la 4th division of militia avec le grade de lieutenant-colonel. En 1854, il concourt à l'organisation d'une compagnie d'infanterie légère, appelée les Rockland City Guards, qui est rattachée à la milice des volontaires du Maine en tant que compagnie B du 1st regiment de la 2nd brigade de la 4th division. Hiram G. Berry est alors élu en tant que capitaine.
Il tente de se faire réélire en tant que maire en 1857, mais est battu par Charles Crockett. En 1858, il est choisi en tant responsable des pompiers.
Au décès de Knott Crockett en 1857, président de la Limerock National Bank, il est élu pour lui succéder. Le 31 août 1858, le secrétaire à la guerre Jefferson Davis passe en revue les Rockland City Guards dans lesquels Hiram G. Hira est capitaine. Il démissionne de ses fonctions de capitaine peu de temps après. Hiram G. Berry aura acquis les bases du commandement pendant cette période.
Il démissionne du poste de président de la Limerock National Bank le 5 juin 1861 pour rejoindre les forces de l'Union.

## Guerre de Sécession
Hiram Gregory Berry est élu et nommé colonel du 4th Maine Infantry le 15 juin 1861,. Les hommes du 4th Maine Infantry sont incorporés pour une durée de trois mois, puis la durée est étendue à trois années. Le colonel Berry maintient un haut niveau de discipline dans le camp Knox où stationne son régiment. 

### Première bataille de Bull Run
Le 17 juin 1861, il emmène le 4th Maine Infantry vers Washington. Alors que le régiment est à environ 25 kilomètres au sud de Washington, trois éclaireurs confédérés sont faits prisonniers. Il les transfère auprès du colonel Samuel Peter Heintzelman. Ils lui apprennent que les troupes confédérées sont en force près de Fairfax Court House. Le 16 juillet 1861, il met en mouvement son régiment en direction de Fairfax au sein de l'aile gauche de l'armée du Potomac. Il participe à la première bataille de Bull Run.
Le matin, le 4th Maine Infantry est d'abord mis en réserve. Ce n'est qu'à deux heures de l'après-midi, que le colonel Berry reçoit l'ordre d'avancer rapidement et d'engager l'ennemi. Le régiment parvient au contact de l'ennemi à trois heures alors que le cours de la bataille avait déjà tournée au désavantage de l'Union. Le régiment ouvre le feu à découvert sur les confédérés positionnés dans les bois. Il fait alors face à un feu nourri d'artillerie et d'infanterie. Le colonel Berry fait alors preuve de bravoure, de flegme tout en commandant et dirigeant ses hommes. Au moment où les couleurs du régiment tombent, il les relève. Lors du repli, le 4th Maine Infantry garde sa cohésion. À Centerville, le colonel Berry rassemble ses troupes et continue le repli vers Alexandria qui sera atteint le lendemain. Le colonel Oliver Otis Howard, alors commandant la brigade à laquelle le 4th Maine Infantry appartient, mentionne dans son rapport, avec une mention spéciale, la conduite du colonel Berry lors de la bataille.
Alors en garnison à Bush Hill à partir du 24 juillet 1861, son régiment fait face à des difficultés d'approvisionnement. Le colonel Berry envoie une plainte contre le quartier maître qui démissionne. La situation logistique du régiment s'améliore ensuite.
Peu de temps après, malgré l'attention qu'il porte au bien-être de ses hommes, il fait face à une révolte d'une partie de son régiment. Ces problèmes résultent d'une méprise sur la durée d'engagement. Pour apaiser les tensions, il transfère les mécontents vers le 38th New York Regiment commandé par le colonel John Henry Hobart Ward.
Il se retrouve sous les ordres du général John Sedgwick qui prend le commandement de la brigade le 12 août 1861. Le 25 septembre 1861, le général McClellan, commandant l'armée du Potomac, passe en revue le 4th Maine Infantry.
Le 11 novembre 1861, le général Sedgwick envoie le 4th Maine Infantry faire une mission de reconnaissance vers Pohick.

### Commandant de brigade
Il est nommé brigadier général des volontaires le 17 mars 1862. Il laisse le commandement du 4th Maine Infantry au colonel Elijah Walker et prend le commandement de la 3rd brigade, de la division commandée par le général Charles Smith Hamilton au sein du III corps. Les deux autres commandants de brigade de la division sont le brigadier général Charles Davis Jameson et le brigadier général David Bell Birney. Le 4th Maine Infantry est alors dans la 2nd brigade commandée par le général Birney. Le général Heintzelman a dû convaincre le général McClellan de donner le commandement de la 3rd brigade au général Berry. En effet, le général McClellan aurait préféré donner le commandement de la brigade à un général de l'armée régulière à l'instar de ceux qui commandent les deux autres bridages de la division.
Hiram G. Berry a sous sa responsabilité le 2nd Michigan Infantry commandé par le colonel Orlando Metcalfe Poe, le 3rd Michigan Infantry commandé par le colonel Stephen Gardner Champlin, le 5th Michigan Infantry commandé par le colonel Henry Dwight Terry et le 37th New York Infantry commandé par le colonel Samuel Brinkle Hayman.
Il commande donc une brigade de l'armée du Potomac lors de la campagne de la Péninsule et lors de la bataille de Fredericksburg. La 3rd division est la première division à être transportée vers fort Monroe au début de la campagne Péninsulaire. Le 4 avril 1862, les troupes sous les ordres du général Heintzelman se mettent en mouvement en colonne vers Yorktown. Il participe au siège de Yorktown, sa division étant employée essentiellement dans des travaux de génie. Hiram G. Berry se retrouve sous les ordres du général Philip Kearny après sa nomination à la tête de la 3rd division du III corps le 30 avril 1862.
Lors de la bataille de Williamsburg, le général Berry vient en aide, avec sa brigade, à la 2nd division du général Joseph Hooker qui subit la contre-attaque confédérée menée par le général James Longstreet.  Il arrive au moment critique, à 14h30, où les troupes du général Hooker viennent à manquer de munitions. Il fait déployer au pas de charge sa brigade et ouvre le feu. Il reprend les pièces d'artillerie qui avaient été perdues et fait un grand nombre de prisonniers. Le 3rd Michigan Infrantry de la brigade de Berry avait été mis en réserve pendant les combats. Le général Hooker, à la suite de l'intervention du général Berry, gardera une admiration pour ce dernier une amitié constante inébranlable. La brigade du général Berry subit 299 pertes (morts, portés disparus et blessés) au cours de l'affrontement.
Le général Heintzelman écrit dans son rapport officiel :

« Le général Berry a le droit à un grand crédit pour l'énergie qu'il a déployée pour surmonter les obstacles sur la route et la manière galante avec laquelle il a conduit sa brigade dans le feu de l'action au moment crucial de la bataille. »

Le général Kearny écrit dans son rapport : 

« Le général Berry était toujours en alerte, et par de bonnes dispositions et un exemple personnel, a influencé l'ardeur tout autour de lui. Ses régiments ont combattu éperdument. »

Lors de la bataille de Seven Pines (Fair Oaks), la brigade du général Berry est d'abord mise en réserve à 9 kilomètres en retrait. Au matin de la deuxième journée, le général Berry reçoit l'ordre de faire monter sa brigade au font pour supporter les troupes du brigadier général Silas Casey qui subissent les assauts du général George Pickett. Lorsque le général Berry arrive sur le front, ses hommes font face au reflux des soldats de l'Union. Sur l'injonction du général Kearny, il déploie le 3rd Michigan Infantry, commandé par le colonel Champlin, dans les bois sur la gauche de la route de Williamsburg. Le général Berry envoie le 5th Michigan Infantry, commandé par le colonel Terry, derrière le 3rd Michignan Infantry pour le soutenir, suivi par le 37th New York Infantry, commandé par le colonel Hayman. Il positionne donc sa brigade pour lancer un assaut sur trois lignes. Après un premier assaut du 3rd Michigan Infantry, où le colonel Champlin est blessé, le général Berry commande en personne l'assaut du 5th Michigan Infantry. Après que le 37th New York Regiment a reçu l'ordre du général Kearny de se placer plus en arrière, le général Berry donne l'ordre aux deux autres régiments, qui faisaient face ensemble aux forces confédérées, de commencer le repli qui est réalisé en bon ordre.
Le général Berry est complimenté pour son action à la bataille de Fair Oaks par les généraux McClellan, Heintzelman, Kearny et Hooker. Le brigade du général Berry subit 463 pertes lors des combats. Dans son rapport officiel, il mentionne l'action de l'aumônier et des chirurgiens.
Le 8 juin 1862, le 1st New York Infantry, commandé par le colonel Dyckman, est affecté à la brigade du général Berry. Après la bataille de Fair Oaks, la brigade du général Berry est placée en première ligne à l'extrême gauche des troupes de l'Union.
La participation du général Berry et de sa brigade à la bataille d'Oak Grove est de moindre ampleur que celle des batailles précédentes. Au matin du 25 juin 1862, il reçoit l'ordre de progresser. Il met en mouvement le 2nd Michigan Innfantry et le 3rd Michigan Infantry. Il envoie ensuite le 37th New York Infantry soutenir les troupes du général Robinson qui subissent les assauts confédérés. Il tient ses positions jusqu'à 15 heures. Il dirige personnellement le repli du 5th Michigan Infantry qui est mis en réserve à l'arrière du 3rd Maine Infantry. Le régiment reste sur ses positions jusqu'à 17 heures, heure où il monte en ligne pour stopper une progression confédérée.
Après la bataille de Gaines's Mill à laquelle la brigade du général Berry ne participe pas, ce dernier reçoit l'ordre de se retirer des positions avancées de Sevens Pines le 29 juin 1862. Il met en route ses troupes à partir de 4 heures, le 3rd Michigan Infantry couvrant la retraite. Il fait installer sa brigade près de  Saw Mill à Fisher's Ford. Alors qu'il va rendre compte au quartier général de sa division, sa brigade reçoit l'ordre de traverser les marais à Jordon's Ford. Le lendemain, il reçoit l'ordre de positionner sa brigade à l'arrière pour couvrir la division du général Kearny. Alors que ce dernier est souffrant, le général Berry commande, par intérim, la division lors de la dernière partie de la bataille de Glendale. À 5 heures, le général Berry envoie le 1st New York Infrantry en support de la batterie de Thompson et, à la demande du général Robinson, il envoie le 2nd Michigan Infantry le soutenir. Il fait avancer le 3rd Michigan Infantry pour soutenir les troupes du général Birney. Alors que les confédérés tentent une percée des lignes de l'Union, il fait monter en ligne le 5th Michigan Infantry, à l'exception de 200 hommes, et le 24th New York Infantry appartenant à la division du général Burns qui lui avait été envoyé en soutien. Il fait charger les troupes de l'Union qui font céder la colonne confédérée. Il garde alors le terrain conquis malgré des tentatives confédérées pour le reprendre. Il est blessé légèrement lors de cette bataille. À minuit, il reçoit l'ordre de se replier vers Malvern Hill. 
Lors de la bataille de Malvern Hill, il est alors mis à droite de la ligne avancée pour soutenir la 2nd brigade. Les confédérés pilonnent toute la journée les positions du général Berry. Le général Kearny précise dans son rapport : 

« Le 4th Maine s'est particulièrement distingué par son sang-froid pour tenir le ravin sur nos positions, et a engagé audacieusement les tirailleurs des colonnes ennemies qui attaquaient. Ses pertes ont été considérables. »

Le 55th New York Infantry, commandé par le colonel Régis de Trobriand est alors placé dans la brigade du général Berry. Hiram G. Berry est épuisé par les combats des semaines précédentes. Dans une lettre datée du 5 juillet 1862, il écrit : 

« Je ne devrai jamais être tué par un tir de canon ou de fusil, je le pense sincèrement, puisque j'ai fait face à un déluge de feu pendant des heures et où tout a été touché excepté moi. »

 Il recouvre la santé le 28 juillet 1862 après avoir souffert de la malaria.
Le 5 août 1862, il rentre à Rockland. Il reprend son commandement en septembre 1862. En décembre 1862, la brigade de Hiram G. Berry est constituée des 17th Maine Infantry, 3rd Michigan Infantry, 5th Michigan Infantry' et des 1st New York Infantry et 37th New York Infantry.

### Commandant de division
Il est nommé major général des volontaires le 29 novembre 1862. Le 5 janvier 1863, sur ordre du général Hooker, il prend le commandement de la 2nd division du III corps le remplaçant à ce poste. Les brigades de la division sont alors commandées par le général Joseph B. Carr pour la 1st brigade, le général Joseph W. Revere pour la 2nd brigade, le général Gershom Mott pour la 3rd brigade.  Au mois de février, il est de nouveau souffrant.

Il participe à la bataille de Chancellorsville. Le 28 avril 1863, le corps commandé par le général Sickles, auquel la division du général Berry est rattachée, est d'abord positionné derrière les corps commandés par les généraux Sedgwick et Reynolds. Ainsi, à 17 heures, le général Berry quitte Fredericksburg pour aller se mettre en place au pont de Franklin pour assurer la couverture du I corps et du VI corps. Le surlendemain, le corps est mis en réserve derrière Chancellorsville house. La division du général Berry, après avoir été mise en mouvement à 11 heures du matin, bivouaque à 5 kilomètres du United States Ford. Elle fait sa jonction avec la division du général Whipple le lendemain. Il place alors la brigade du général Mott en arrière pour couvrir le ford, et met le reste de sa division à la gauche de Chancellorsville House alors que les troupes de l'Union semblent fortement engagées. Le lendemain, il reçoit l'ordre de mettre sa division en mouvement. Il dit à son chef d'intendance James Fowler Rusling, qu'il ne survivra pas au combat. Le capitaine James D. Earle le trouve grandement déprimé. Alors que le II corps est violemment engagé par les troupes du général Jackson, le général Hooker envoie son ancienne division sous le commandement de son ami le général Berry en soutien. Il lui dit : 

« Général, lancez vos hommes dans la brèche - recevez l'ennemi avec vos baïonnettes - ne tirez pas un coup de feu - ils ne peuvent pas vous voir ! »

 Il progresse alors avec les 1st division et 2nd division et les placent sur deux lignes. La division résiste à un premier assaut confédéré. Un second assaut confédéré est lancé. Au matin du 3 mai 1863, les confédérés renouvellent leur assaut. Il fait mettre en position la brigade du général Mott, et va en personne donner des ordres. Après avoir discuté avec le général Mott, il retourne à son poste de commandement et sur le chemin du retour est abattu par un tireur d'élite de la Caroline du Nord. La balle minier l'atteint au bras et va se loger dans la hanche. Il décède à 7h26.

## Après la guerre
Le colonel Elijah Walker, qui a commandé le 4th Maine Infantry, a écrit de Hiram Gregory Berry :

« Le général Berry a échoué sur un point en tant que commandant régimentaire. Il avait trop bon cœur. Il n'aurait pas puni un homme ni permis à d'autres de le faire sous aucun prétexte, et quand les hommes tombaient malades, ils profitaient de sa gentillesse.[...] En tant que commandant de brigade ou de division, il n'avait pas son pareil.[...] Dans le feu de l'action, il était aussi courageux qu'un tigre. J'ai vu son épée brandie bravement dans la fumée de la bataille. Je l'ai vu pleuré sur ses camarades tombés au combat et presque refusé d'être réconforté. »

En 1865, une statue du major-général Berry a été érigée à Rockland par la « fraternité maçonnique »